# Coenosia nigrifrons
Coenosia nigrifrons este o specie de muște din genul Coenosia, familia Muscidae, descrisă de Xiaolong Cui și Li în anul 1996.
Este endemică în Jilin. Conform Catalogue of Life specia Coenosia nigrifrons nu are subspecii cunoscute.